# Planetary Science Decadal Survey
El Informe Decenal de Ciencia Planetaria (Planetary Science Decadal Survey) es una publicación del Consejo Nacional de Investigaciones (United States National Research Council) producida por la NASA y otras Agencias Gubernamentales de los Estados Unidos como la Fundación Nacional para la Ciencia. Muestra las cuestiones científicas que surgen y los planes de exploración del espacio a diez años vista, y publica conclusiones sacadas tras el estudio de información recopilada por las diversas misiones.

## 2013–2022, Visions and Voyages for Planetary Science
Visions and Voyages for Planetary Science in de Decade 2013 – 2022 (2011) fue un informe publicado el 7 de marzo de 2011, previo a la publicación definitiva del documento completo realizado a final del año 2011. Se publicaron varias versiones del documento para que, de modo divulgativo, llegara a todo el público, mediante encuentros en todo el país, dando conferencias sobre los planetas y sus lunas, también se publicó en la web de la NASA y por medio de la National Academies Press. Este informe se diferencia de los anteriores porque incluye una revisión presupuestaria "bastante fidedigna", cotejada por un auditor.
El informe revela el uso de un nuevo rover en Marte, una misión a la luna de Júpiter, Europa, una misión a Urano y sus lunas, como propuestas futuras misiones del Programa Flagship. A la misión de Marte se le dio la prioridad más alta, seguida de la misión a Europa. El rover con destino a Marte se llamaría MAX-C y su misión, la de tomar muestras para después regresar a la Tierra, sin desvelar de qué modo lo haría. Solo se estudiaría la posibilidad del rover si se diera el caso de que su presupuesto fuera muy económico (2,5 billones de USD).
El trabajo, liderado por Steve Squyres, de la Universidad de Cornell, concluyó con cinco flancos, centrándose en los planetas terrestres (Mercurio, Venus, la Luna), Marte (sin sus satélites Fobos y Deimos), los planetas gaseosos gigantes, los satélites (Titán, y otros satélites de los planetas gigantes), los objetos más primitivos (asteroides, cometas, Fobos, Deimos, Plutón-Caronte y otros objetos del cinturón de Kuiper, meteoritos y polvo interplanetario).
Publicaciones sobre misiones y estudios tecnológicos:
- Mercury Lander Mission Concept Study
- Venus Mobile Explorer Mission Concept Study
- Venus Intrepid Tessera Lander Concept Study
- Venus Climate Mission Concept Study
- Lunar Geophysical Network Concept Study
- Lunar Polar Volátiles Explorer Mission Concept Study
- Near Earth Asteroid Trajectory Opportunities in 2020–2024
- Mars 2018 MAX-C Caching Rover Concept Study
- Mars Sample Return Orbiter Mission Concept Study
- Mars Sample Return Lander Mission Concept Study
- Mars 2018 Sky Crane Capability Study
- Mars Geophysical Network Options
- Mars Geophysical Network Concept Study
- Mars Polar Climate Concepts
- Jupiter Europa Orbiter (component of EJSM) Concept Study
- Io Observer Concept Study
- Ganymede Orbiter Concept Study
- Trojan Tour Concept Study
- Titan Saturn System Mission
- Saturn Atmospheric Entry Probe Trade Study
- Saturn Atmospheric Entry Probe Mission Concept Study
- Saturn Ring Observer Concept Study
- Enceladus Flyby & Sample Return Concept Studies
- Enceladus Orbiter Concept Study
- Titan Lake Probe Concept Study
- Chiron Orbiter Mission Concept Study
- Uranus and Neptune Orbiter and Probe Concept Studies
- Neptune-Triton-Kuiper Belt Objects Mission Concept Study
- Comet Surface Sample Return Mission Concept Study
- Cryogenic Comet Nucleus Sample Return Mission Technology Study
- Small Fission Power System Feasibility Study

Para el programa New Frontiers se seleccionaron varios proyectos entre los que destacaban Tomar muestras de la superficie de un cometa y regresar a la Tierra, Tomar muestras del Polo Sur de la Luna, tomar muestras de la Cuenca Aitken y regresar a la Tierra, Viajar hasta los troyanos de Júpiter y regresar a la Tierra y Explorar Venus in-situ. En una selección posterior se añadieron el Observar la luna Io, Realizar una red geofísica de la Luna'. En una revisión que realizó la NASA en el año 2011, concluyeron de manera afirmativa con las tres primeras misiones previstas, sobrevuelo a Plutón, el sobrevuelo del polo norte de Júpiter y tomar muestras de un cometa y regreso a la Tierra.